# Craigmaroinn
Craigmaroinn es un islote rocoso en el Mar del Norte cerca de la costa de Aberdeenshire en Escocia, Reino Unido. Craigmaroinn está situada a medio camino entre las localidades costeras de Portlethen y Downies. Los puntos de interés histórico en el ámbito local incluyen la Casa Elsick, Gillybrands y el Castillo de Muchalls.